# Каплиця святого Михаїла (Хоростків)
Каплиця святого Михаїла в Хоросткові — римсько-католицька каплиця в місті Хоросткові Тернопільської области України. Пам'ятка архітектури місцевого значення.

## Відомості
- 1855 — збудовано цвинтарну муровану каплицю-усипальницю Семенських-Левицьких.
- 1993 — римсько-католицька громада відновила святиню та розпочала проводити в ній богослужіння.
- 2008 — у зв'язку із спорудженням нового костелу, каплиця стала парафіяльною.